# Обрі Девід
Обрі Девід (англ. Aubrey David, нар. 11 жовтня 1990, Джорджтаун, Гаяна) — тринідадський футболіст гаянського походження, захисник клубу «Сапрісса» та національної збірної Тринідаду і Тобаго.
У футболці національної збірної Тринідаду і Тобаго дебютував у лютому 2012 року. Проте в березні 2012 року зіграв у двох товариських матчах збірної Гаяни, проти Ямайки та Панами. У листопаді 2012 року остаточно вирішив на міжнародному рівні представляти Тринідад і Тобаго. Представляв «Воїнів соккеру» на юніорському чемпіонаті світу 2007 та молодіжному чемпіонаті світу 2009 років, а також на Золотому кубку КОНКАКАФ 2013 року. 

## Клубна кар'єра

### Ранні роки
Народився 11 жовтня 1990 року в Джорджтауні. Футболом розпочав займатися в Державній Школі Вісіньї, а в 2008 році потрапив до юнацьких команд «Дабл-Ю Конекшн». Професіональну кар'єру розпочав 2009 року, у віці 18 років, у складі тринідадського клубу «Сауз Енд». По ходу наступного сезону перебрався в «Джо Паблік» з Про ліги Тринідаду і Тобаго. Проте по завершенні сезону «Східні Леви» знялися з чемпіонату й Обрі вільним агентом підсилив «Ті-енд-тек». У липні 2012 року перейшов у «Каледонія Ей-Ай-Ей», разом з яким виграв національний кубок 2012/13. Під час свого другого сезону в складі «Каледонії Ей-Ай-Ей» прийняв пропозицію фінського клубу «Яро», який виступав у Вейккауслізі 2014.

### «Каледонія Ей-Ай-Ей»
Після нетривалих виступів у травні 2012 року за національну збірну Гаяни, напередодні старту сезону 2012/13 років Девід вирішив піти разом з колишнім тренером збірної Джамалом Шабаззом до колектив Про ліги Тринідаду і Тобаго «Каледонія Ей-Ай-Ей». У новій команді дебютував 2 серпня 2012 року в поєдинку групового етапу Ліги чемпіонів КОНКАКАФ 2012/13 проти представника Major League Soccer «Сіетл Саундерз».

#### Оренда в «Яро» (2014)
26 лютого 2014 року відправився до Якобстаду, для перегляду у фінському клубі «Яро» з Вейккаусліги. По завершенні перегляду з Обрі уклали контракт. Дебютував у складі «Яро» 1 березня 2014 року в поєдинку кубку ліги проти СЯКа. Після впевнених виступів Обрі приєднався до клубу з однорічною позикою на сезон 2014 року, погодившись на умови особистого контракту. ДЖва тижні по тому Девід вийшов на поле в стартовому складі на позиції лівого захисника в програному (1:2) поєдинку Кубку Фінляндії проти представника Какконена проти «Гямеенлінна». У чемпіонаті Фінляндії дебютував 6 квітня в програному (0:1) поєдинку проти ГІКа. Дебютним голом за «Яро» відзначився 19 квітня на 52-й хвилині поєдинку проти КуПС, після подачі зі штрафного удару від Гендріка Гельмке. Після цього протягом 10 матчів продовжував впевнено виступати на позиції лівого захисника, чим допоміг «Яро» піднятися на 3-є місце в турнірній таблиці чемпіонату. Девід продовжив демонструвати відмінну форму протягом наступних двох місяців, перш ніж 6 липня 2014 року тринідадець отримав попередження, через яке змушений був пропустити матч (таким чином, його серія закінчилася на 18-ти матчах).
Два тижні по тому Обрі відзначився своїм другим голом у футболці фінського клубу, на 62-й хвилині переможного (5:0) поєдинку проти «Гонки».

### «Шахтар» (Караганда)
У лютому 2015 року відправився на переглдя до «Шахтаря» (Караганда) з Прем'єр-ліга Казахстану, за результатами якого підписав з клубом 1-річний контракт з можливістю продовження ще на один рік. Дебютував у новій команді 7 березня в стартовому складі проти «Таразу». У казахському чемпіонаті зіграв 19 матчів.

### «Сапрісса»
У 28 грудня грудні 2015 року підписав 1-річний контракт (з можливістю продовження ще на один рік) з одним з найсильніших клубів костаріканської Прімери та КОНКАКАФ загалом, «Депортіво Сапрісса». Відіграв за команду з костариканської столиці наступний сезон своєї ігрової кар'єри. Декілька місяців очікував на оформлення документів. У новому клубі дебютував 4 лютого 2016 року на стадіоні «Перес Селедон», в якому його команда поступилася з рахунком 0:1. Відзначився 2-а голами в 17-и матчах, загалом на футбольному полі провів 1486 хвилин.

### «Даллас»
28 червня 2016 року «Депортіво Сапрісса» оголосила, що Девід відправиться у 6-місячну оренду в ФК «Даллас», американський клуб також отримав право по завершенні терміну дії контракту викупити контракт тринідадця. Зіграв 5 матчів в американському чемпіонаті. 26 січня 2017 року стало відомо, що на обрі в «Далласі» більше не розраховують, тому тринідадець достроково повернувся до «Сапрісси», контракт якого й надалі налеав костариканському клубу. Оскільки в костариканському клубі були зайняті всі місця для легіонерів, Девід так і не зіграв більше жодного поєдинку за «Депортіво».

### «Паллосеура Кемі Кінгс»
26 лютого 2017 року підписав 2-річний контракт з «Паллосеура Кемі Кінгс».

### ВПС
6 лютого 2018 року ВПС оголосив про підписання 1-річного контракту з Обрі Девідом.

### Повернення в «Депортіво Сапрісса»
17 грудня 2018 року Девід повернувся до «Сапрісси», підписавши контракт з клубом до травня 2020 року. 
У Клаусурі 2019 дебютував 13 січня в нічийному (2:2) поєдинку проти «Лімона». 
26 листопада 2019 року став переможцем Ліги КОНКАКАФ, допомігши в фіналі турніру обіграти гондураський «Мотагуа».
Станом на 21 січня 2020 року відіграв за команду з костариканської столиці 37 матчів в національному чемпіонаті.

## Виступи за збірні
Девід представляв Тринідад і Тобаго на міжнародному рівні в різних вікових категоріях, починаючи з дитячого до команд U-17, U-20, олімпійської (U-23) збірних, а також у національної збірної Тринідаду і Тобаго. У травні 2012 року також виступав за національну збірну Гаяни.

### Юнацькі збірні
Міжнародну кар'єру розпочав з виступів за юнацьку збірну Тринідаду і Тобаго на Турнірі КОНКАКАФ U-17, де провів 4 поєдинки, у тому числі й у 2-х поєдинках вийшов у стартовому складі, чим допоміг своїй команді на Чемпіонат світу серед 17-річних 2007 року в Південній Кореї. Виходив на поле у переможному (1:0) фінальному поєдинку кваліфікації чемпіонату КОНКАКАФ проти Ямайки, в якому переможним голом відзначився Кевін Моліно.
На чемпіонаті світу серед 17-річних 2007 взяв участь в заключному для Тринідада і Тобаго поєдинку проти Німеччини, в якому в другому таймі замінив Арноа Монда.
У березні 2009 року Обрі виступав у збірній Тринідаду і Тобаго на молодіжному чемпіонаті КОКАКАФ 2009. Девід двічі вийшов у стартовому складі тринідадської збірної, в переможному (1:0) поєдинку проти Канади та в нічийному (0:0) матчі проти Коста-Рики та допоміг збірній кваліфікуватися на молодіжний чемпіонат світу 2009. Того ж року, в Єгипті, Девід вийшов на поле на 63-й хвилині (замінив Акіма Адамса) програного (1:2) поєдинку проти Італії, за підсумками якого «Футбольні воїни» залишили чемпіонат світу. Два роки по тому Обрі зіграв 2 матчі за команду U-23 у кваліфікації Карибського регіону в рамках кваліфікації олімпійського турніру КОНКАКАФ у США. Однак Девід не потрапив до фінальної заявки невдалої для тринідадця кваліфікації Олімпійських іграх 2012 в Лондоні. 

### Доросла збірна
| Матчі та голи у національній збірній                                                                | Матчі та голи у національній збірній | Матчі та голи у національній збірній            | Матчі та голи у національній збірній | Матчі та голи у національній збірній | Матчі та голи у національній збірній | Матчі та голи у національній збірній |
| #                                                                                                   | Дата                                 | Місце                                           | Суперник                             | Результат†                           | Змагання                             | Гол                                  |
| 2012                                                                                                | 2012                                 | 2012                                            | 2012                                 | 2012                                 | 2012                                 | 2012                                 |
| --------------------------------------------------------------------------------------------------- | ------------------------------------ | ----------------------------------------------- | ------------------------------------ | ------------------------------------ | ------------------------------------ | ------------------------------------ |
| 1                                                                                                   | 29 лютого                            | Сер Вівіан Річардс Стедіум, Ноз Саунд           | Антигуа і Барбуда                    | 4–0                                  | Товариський матч                     |                                      |
| 1                                                                                                   | 18 травня                            | Спортивний комплекс Монтего-Бей, Монтего-Бей    | Ямайка                               | 0–1                                  | Товариський матч                     |                                      |
| 2                                                                                                   | 20 травня                            | Естадіо Роммель Фернандес, Панама               | Панама                               | 0–2                                  | Товариський матч                     |                                      |
| 2                                                                                                   | 16 листопада                         | Двайт Йорк Стедіум, Баколет                     | Суринам                              | 3–0                                  | квал. Карибського кубку 2012         | 1 (1)                                |
| 3                                                                                                   | 18 листопада                         | Двайт Йорк Стедіум, Баколет                     | Куба                                 | 1–0                                  | квал. Карибського кубку 2012         |                                      |
| 4                                                                                                   | 7 грудня                             | Антигуа Рекріейшн Клаб, Сент-Джонс              | Гаїті                                | 0–0                                  | Карибський кубок 2012                |                                      |
| 5                                                                                                   | 9 грудня                             | Антигуа Рекріейшн Клаб, Сент-Джонс              | Антигуа і Барбуда                    | 0–2                                  | Карибський кубок 2012                |                                      |
| 6                                                                                                   | 11 грудня                            | Антигуа Рекріейшн Клаб, Сент-Джонс              | Домініканська Республіка             | 2–1                                  | Карибський кубок 2012                |                                      |
| 7                                                                                                   | 16 грудня                            | Сер Вівіан Річардс Стедіум, Ноз Саунд           | Куба                                 | 0–1                                  | 2012 Caribbean Cup                   |                                      |
| 2013                                                                                                |                                      |                                                 |                                      |                                      |                                      |                                      |
| 8                                                                                                   | 6 лютого                             | Ато Болдон Стедіум, Кува                        | Перу                                 | 0–2                                  | Товариський матч                     |                                      |
| 9                                                                                                   | 26 березня                           | Національний стадіон, Ліма                      | Перу                                 | 0–3                                  | Товариський матч                     |                                      |
| 10                                                                                                  | 7 червня                             | А. Ле Кок Арена, Таллінн                        | Естонія                              | 0–1                                  | Товариський матч                     |                                      |
| 11                                                                                                  | 12 липня                             | Хард Рок Стедіум, Маямі                         | Гаїті                                | 0–2                                  | Золотий Кубок КОНКАКАФ 2013          |                                      |
| 12                                                                                                  | 15 липня                             | BBVA Стедіум, Х'юстон                           | Гондурас                             | 2–0                                  | Золотий Кубок КОНКАКАФ 2013          |                                      |
| 13                                                                                                  | 20 липня                             | Джорджія Дом, Атланта                           | Мексика                              | 0–1                                  | Золотий Кубок КОНКАКАФ 2013          |                                      |
| 14                                                                                                  | 5 вересня                            | Міжнародний стадіон імені Короля Фахда, Ер-Ріяд | ОАЕ                                  | 3–3                                  | Кубок ОСН 2013                       |                                      |
| 15                                                                                                  | 15 листопада                         | Спортивний комплекс Монтего-Бей, Монтего-Бей    | Ямайка                               | 1–0                                  | Товариський матч                     |                                      |
| 16                                                                                                  | 19 листопада                         | Хейслі Кроуфорд Стедіум, Порт-оф-Спейн          | Ямайка                               | 2–0                                  | Товариський матч                     |                                      |
| †Матчі та голи збірної Гаяни (зелений) та Тринідад і Тобаго знаходяться у таблиці на першому місці. |                                      |                                                 |                                      |                                      |                                      |                                      |

29 лютого 2012 року Девід дебютував за національну команду Тринідаду та Тобаго у поєдинку проти молодіжної збірної Антигуа та Барбуди.
2012 року дебютував в офіційних матчах у складі національної збірної Гаяни.
У складі збірної був учасником розіграшу Золотого кубка КОНКАКАФ 2013 року у США, розіграшу Золотого кубка КОНКАКАФ 2015 року у США та Канаді, розіграшу Золотого кубка КОНКАКАФ 2019 року у різних країнах. Однак після вибування «Футбольних воїнів», від Гаяни, у кваліфікації на Чемпіонат світу 2014 року, Девід прийняв запрошення представляти країну свого народження, Гаяну. У травні 2012 року дебютував у складі «Золотих Ягуарів» у товариських матчах Ямайки та Панами. Наступного місяця за Гаяну не виступав, а «Золоті Ягуари» програли поєдинки в третьому раунду кваліфікації Чемпіонату світу проти Мексики та Коста-Рики. Як наслідок, у листопаді 2012 року Обрі вирішив знову виступати за Тринідад і Тобаго.

#### Золотий кубок КОНКАКАФ 2013
16 листопада 2012 року першим голом на міжнародному рівні у переможному (3:0) поєдинку проти Суринаму. Зіграв у 5-и матчах збірної, чим допоміг Тринідаду і Тобагу стати срібним призером Карибського кубку 2012 та вперше за 6-років кваліфікуватися до Золотого кубку КОНКАКАФ. В рамках підготовки до Золотого кубку у футболці «Футбольних воїнів» зіграв у лютому та березні 2013 року в товариських матчах проти Перу. 7 червня, під час першого візиту на Європейський континент по завершенні чемпіонату світу 2006 року в Німеччині, збірна Тринідаду і Тобагу поступилася Естонії (0:1). Після нічиєї в Золотому кубку, «Футбольні воїни» потрапили до групи Б, разом зі Сальвадором, Гаїті та Гондурасом. Зважаючи на вдалі виступи в товариських матчах, 28 червня Обрі потрапив до остаточного списку збірної на Золотий кубок КОНКАКАФ 2013.
У першому матчі «Футбольних воїнів» на турнірі, проти Сальвадору, на поле не виходив, проте в другому матчі, проти Гаїті, вийшов на поле на початку другого тайму проти травмованого лівого захисника Джовіна Джонса. У фінальному поєдинку між «Воїнами» та Гондурасом, Деві знову вийшов на поле замість Джонса, допоміг своїй команді здобути перемогу (2:0) та вперше з 2000 року кваліфікуватися до Золотого кубку КОНКАКАФ. Напередодні чвертьфінального матчу проти Мексики Джовін Джонс отримав травму підколінного суглобу, тому Обрі вперше після завершення чемпіонату світу отримав можливість вийти в стартовому складі збірної Тринідаду і Тобаго.

### Товариські матчі по завершенні Золотого кубку
Через два тижні по завершенні Золотого кубку КОНКАКАФ 2013 року збірна Тринідаду і Тобаго взяла участь у Кубку ОСН у Саудівській Аравії. Девід вийшов на поле в стартовому складі «Воїнів» у півфінальному поєдинку проти Об'єднаних Арабських Еміратів. Однак після того, як Тринідад і Тобаго пропустили третій м'яч, на 55-й хвилині Девіда замінив Шелдон Бато. У жовтні 2013 року, замість Девіда, до заявки на товариський матч проти збірної Нової Зеландії потрапив Шелдон Бато. Наступного місяця Обрі повернувся до збірної, у футболці якої виходив у стартовому складі в декількох поєдинках проти найпринциповішого суперника тринідадців у карибському регіоні, проти Ямайки.
У 2014 році виступав у Карибському кубку. На турнірі зіграв у трьох з чотирьох матчів збірної Тринідаду і Тобаго, а його збірна посіл друге місце, поступившись у серії післяматчевих пенальті Ямайці. Грав також на Золотому кубку КОНКАКАФ 2015 року. Дебютував на турнірі 9 липня проти Гватемали (вийшов на поле в стартовому складі та відіграв усі 90 хвилин), у поєдинку проти Куби провів усі 90 хвилин на лаві для запасних, а в матчі проти Мексики знову вийшов у стартовому складі та відіграв усі 90 хвилин. «Футбольні воїни» перемогли в групі C, проте у плей-оф поступилися Панамі в серії післяматчевих пенальті.
Виступав у кваліфікації чемпіонату світу 2018 року, проте до фінальної частини змагання його збірна не потрапила. Учасник групового етапу Золотого кубку КОНКАКАФ 2019.

## Статистика виступів

### Клубна
Станом на 27 жовтня 2018
| Клуб                 | Сезон             | Ліга                    | Ліга  | Ліга | Національний кубок | Національний кубок | Кубок ліги | Кубок ліги | Континентальні | Континентальні | Інші  | Інші | Загалом | Загалом |
| Клуб                 | Сезон             | Дивізіон                | Матчі | Голи | Матчі              | Голи               | Матчі      | Голи       | Матчі          | Голи           | Матчі | Голи | Матчі   | Голи    |
| -------------------- | ----------------- | ----------------------- | ----- | ---- | ------------------ | ------------------ | ---------- | ---------- | -------------- | -------------- | ----- | ---- | ------- | ------- |
| «Сауз-Енд»           | 2009              | Про ліга ТТ             | 0     | 0    | 0                  | 0                  | 0          | 0          | –              | –              | –     | –    | 0       | 0       |
| «Сауз-Енд»           | 2010–11           | Про ліга ТТ             | 0     | 0    | 0                  | 0                  | 0          | 0          | –              | –              | –     | –    | 0       | 0       |
| «Сауз-Енд»           | Загалом           | Загалом                 | 0     | 0    | 0                  | 0                  | 0          | 0          | -              | -              | -     | -    | 0       | 0       |
| «Джо Паблік»         | 2010–11           | Про ліга ТТ             | 7     | 0    | 0                  | 0                  | 0          | 0          | –              | –              | –     | –    | 7       | 0       |
| «Т-енд-Тек»          | 2011–12           | Про ліга ТТ             | 7     | 1    | 0                  | 0                  | 0          | 0          | –              | –              | –     | –    | 7       | 1       |
| «Каледонія Ей-Ай-Ей» | 2012–13           |                         | 16    | 0    | 5                  | 1                  | 4          | 3          | 4              | 0              | 4     | 0    | 33      | 4       |
| «Каледонія Ей-Ай-Ей» | 2013–14           | 7                       | 0     | 0    | 0                  | 1                  | 0          | 4          | 0              | 0              | 0     | 12   | 0       |         |
| «Каледонія Ей-Ай-Ей» | Загалом           | Загалом                 | 23    | 0    | 5                  | 1                  | 5          | 3          | 8              | 0              | 4     | 0    | 45      | 4       |
| «Яро»                | 2014              | Вейккаусліга            | 31    | 3    | 0                  | 0                  | 1          | 0          | –              | –              | –     | –    | 32      | 3       |
| «Шахтар» (Караганда) | 2015              | Прем'єр-ліга Казахстану | 19    | 0    | 0                  | 0                  | –          | –          | –              | –              | –     | –    | 19      | 0       |
| «Депортіво Сапрісса» | 2015–16           | Ліга ФПД                | 17    | 2    | –                  | –                  | –          | –          | –              | –              | –     | –    | 17      | 2       |
| «Депортіво Сапрісса» | 2016–17           | Ліга ФПД                | 0     | 0    | –                  | –                  | –          | –          | –              | –              | –     | –    | 0       | 0       |
| «Депортіво Сапрісса» | Загалом           | Загалом                 | 17    | 2    | -                  | -                  | -          | -          | -              | -              | -     | -    | 17      | 2       |
| «Даллас» (оренда)    | 2016              | Major League Soccer     | 5     | 0    | 2                  | 0                  | –          | –          | 2              | 0              | –     | –    | 9       | 0       |
| ПС Кемі              | 2017              | Вейккаусліга            | 25    | 0    | 0                  | 0                  | –          | –          | –              | –              | –     | –    | 25      | 0       |
| ВПС                  | 2018              | Вейккаусліга            | 25    | 1    | 4                  | 0                  | –          | –          | –              | –              | –     | –    | 29      | 1       |
| Усього за кар'єру    | Усього за кар'єру | Усього за кар'єру       | 159   | 7    | 11                 | 0                  | 6          | 3          | 10             | 0              | 4     | 0    | 190     | 10      |

### У збірній
Станом на 13 жовтня 2015

#### Маті за збірну
| Національна збірна | Рік     | ФІФА  | ФІФА | Не під егідою ФІФА | Не під егідою ФІФА | Загалом | Загалом | Загалом |
| Національна збірна | Рік     | Матчі | Голи | Матчі              | Голи               | Матчі   | Голи    |         |
| ------------------ | ------- | ----- | ---- | ------------------ | ------------------ | ------- | ------- | ------- |
| Гаяна              | 2012    | 1     | 0    | 1                  | 0                  | 2       | 0       |         |
| Загалом            | Загалом | 1     | 0    | 1                  | 0                  | 2       | 0       |         |
| Тринідад і Тобаго  | 2012    | 7     | 1    | 0                  | 0                  | 7       | 1       |         |
| Тринідад і Тобаго  | 2013    | 8     | 0    | 1                  | 0                  | 9       | 0       |         |
| Тринідад і Тобаго  | 2014    | 2     | 0    | 1                  | 0                  | 3       | 0       |         |
| Тринідад і Тобаго  | 2015    | 6     | 0    | 0                  | 0                  | 6       | 0       |         |
| Загалом            | Загалом | 23    | 1    | 2                  | 0                  | 25      | 1       |         |

#### Голи за збірну
Рахунок та результат збірної Тринідаду і Тобаго в таблиці подано на першому місці.
| # | Дата              | Місце                                          | Голів | Суперник | Рахунок | Результат | Змагання                            |
| - | ----------------- | ---------------------------------------------- | ----- | -------- | ------- | --------- | ----------------------------------- |
| 1 | 16 листопада 2012 | Двайт Йорк Стедіум, Баколет, Тринідад і Тобаго | 2     | Суринам  | 3–0     | 3–0       | Кваліфікація Карибського кубку 2012 |

## Досягнення
«Джо Паблік»
- Digicel Pro Bowl
  -  Володар (1): 2011

«Каледонія Ей-Ай-Ей»
- Кубок Тринідаду і Тобаго
  -  Володар (1): 2012/13

«Даллас»
- Відкритий кубок США
  -  Володар (1): 2016

- Supporters' Shield
  -  Володар (1): 2016

«Сапрісса»
- Ліга КОНКАКАФ
  -  Чемпіон (1): 2019